# La Montañita
La Montañita est une municipalité (municipio) située dans le département de Caquetá, en Colombie.

## Démographie
Selon les données récoltées par le DANE lors du recensement de la population colombienne en 2005, La Montañita compte une population de 15 725 habitants.

## Société
Dans ce municipio se trouve la localité de La Unión Peneya où a été enlevé un journaliste français le 29 avril 2012 après une attaque des FARC.

## Économie

### Tourisme
Les difficultés d'accès et l'instabilité politique et sociale limitent le développement du tourisme. Il existe cependant une activité hôtelière qui mise sur l'attrait écologique des sites.

## Liste des maires
- 2020 - 2023 : Pablo Emilio Zapata Nicholles